# Celtis tupalangi
Celtis tupalangi là một loài thực vật có hoa trong họ Cannabaceae. Loài này được Vassilcz. mô tả khoa học đầu tiên năm 1957.